# René Spitz
René Árpád Spitz (Viena, 29 de enero de 1887 - Denver, 11 de septiembre de 1974) fue un psicoanalista austro-estadounidense.

## Biografía
René Spitz nació en Viena, Austria (antes Imperio Austrohúngaro), y murió en Denver, Colorado. De familia rica judía, pasó la mayor parte de su niñez en Hungría. Después del final de sus estudios médicos en 1910, Spitz descubrió el trabajo de Sigmund Freud. En 1932 se fue de Austria a París, donde se instaló durante los siguientes seis años y donde enseñó psicoanálisis en la École Normale Supérieure.
En 1939 emigró a los Estados Unidos, y trabajó como psiquiatra en el hospital de Monte Sinaí. A partir de 1940 hasta 1943, Spitz sirvió como profesor de cátedra en varias universidades.
Spitz basó sus observaciones y experimentos en las conclusiones psicoanalíticas, desarrolladas por Freud. Freud trabajó en estudios célebres psicoanalíticos sobre el adulto y Spitz sobre la base de sus ideas sobre la investigación empírica, se especializó en infantes.
En 1935 Spitz comenzó la investigación en el área del desarrollo infantil. Fue uno de los primeros investigadores que usó la observación directa infantil como método experimental para estudiar un sujeto tanto sano como enfermo. Sus mayores contribuciones científicas vinieron de sus estudios de los efectos de los cuidados maternales, y la carencia afectiva sobre infantes.
Spitz valoró varios aspectos: observación infantil y evaluación, depresión anaclítica (hospitalización), transiciones del desarrollo, los procesos de comunicación eficaz y comprensión de la complejidad del desarrollo.
Spitz acuñó el término "depresión anaclítica" para referirse a la carencia afectiva parcial (la pérdida de un objeto amado). Cuando el objeto de amor es devuelto al niño dentro de un período de tres a cinco meses, la recuperación tiene lugar sin falta. Si uno priva a un niño durante un período superior a cinco meses, el niño mostrará síntomas de deterioro cada vez más serios. Él llamó a esta privación total "hospitalismo".
En 1945, Spitz investigó el hospitalismo en niños en un orfanato. Encontró que el desequilibrio del desarrollo causado por las condiciones desfavorables ambientales durante el primer año de vida produce daño psicosomático irreparable en infantes (hijos) normales. Otro estudio de Spitz mostró que, en circunstancias favorables y con la organización adecuada, puede alcanzarse un desarrollo positivo. Spitz declaró que, por lo tanto, los métodos en hospicios deberían ser evaluados con cuidado.
Spitz también registró su investigación en filmes. La película "Enfermedad Psicogénica en la Primera Infancia" (1952) muestra los efectos de privación emocional y maternal sobre el niño. La película fue la causa principal de cambio, sobre todo en las secciones de cuidado de los niños en institutos, casas y hospitales, debido a que el público tomó conciencia acerca del impacto de la privación.

## Desarrollo de la organización
Spitz notó tres principios de organización en el desarrollo psicológico del niño:
la respuesta sonriente, que aparece alrededor de tres meses en la presencia de una persona inespecífica;
ansiedad en la presencia de un forastero, alrededor del octavo mes;
la comunicación semántica, en la cual el niño aprende a ser obstinado, que los psicoanalistas unen (conectan) a la neurosis obsesiva.

## Otras lecturas

### Libros
- Spitz, R.A. (1957). No y sí: sobre la génesis de comunicación humana. Nueva York: Prensa de Universidades Internacional.
- Spitz, R.A. (1965). El primer año de vida: un estudio psicoanalítico de desarrollo normal y anormal de relaciones de objeto. Nueva York: Prensa de Universidades Internacional

### Artículos
- Spitz, R.A. (1945). Hospitalism Solicitud de la Génesis de Condiciones Psiquiátricas en Temprana Niñez. Estudio Psicoanalítico de Niño, 1, 53-74
- Spitz, R.A. (1951). Las Enfermedades Psychogenic en Primera infancia - una Tentativa en su Clasificación Etiologic. Estudio Psicoanalítico de Niño, 6, 255-275.
- Spitz, R.A. (1964). El descarrilamiento de diálogo: Sobrecarga de estímulo, ciclos de acción, y el gradiente de terminación. " Diario de la asociación americana psicoanalítica ", 12